# Cnesterodon iguape
Cnesterodon iguape es un pez de la familia de los pecílidos en el orden de los ciprinodontiformes.

## Morfología
Los machos pueden alcanzar los 2,2 cm de longitud total y las hembras los 2,49 cm.

## Distribución geográfica
Se encuentran en Sudamérica: Brasil.